# Дубоновичи
Дубоно́вичи — деревня в Карамышевской волости Псковского района Псковской области России.

## География
Расположена в 10 км к северо-востоку от села Карамышево и в 25 км к северо-востоку от Пскова.

## Население
| 2000 | 2001 | 2002 | 2010 |
| ---- | ---- | ---- | ---- |
| 100  | →100 | ↘80  | ↘48  |

## История
До 1 января 2010 года деревня входила в состав ныне упразднённой Задорожской волости с центром в д.Лопатово.